# Guilherme Arana
Guilherme Antonio Arana Lopes (* 14. April 1997 in São Paulo) ist ein brasilianischer Fußballspieler. Er spielt auf der Position eines Linksverteidigers.

## Karriere
Guilherme Arana erhielt seine sportliche Ausbildung beim SC Corinthians. Hier schaffte er auch 2014 den Sprung in den Profikader. Bereits 2015 nahm er an allen Wettbewerben der Profimannschaft teil, wie der Copa Libertadores, der Staatsmeisterschaft von São Paulo und der nationalen Meisterschaft. Letztere konnte er in den Jahren 2015 und 2017 jeweils gewinnen.
Ab dem 1. Januar 2018 steht er beim FC Sevilla unter Vertrag. Die Spanier bezahlten eine Ablösesumme von 11 Millionen Euro an Corinthians São Paulo. Nachdem Arana in eineinhalb Jahren bei Sevilla nur zwölf Spielen bestritten hatte, wurde er im August 2019 nach Italien ausgeliehen. Er kam zu Atalanta Bergamo. Die Leihe wurde auf ein Jahr befristet und enthielt eine Kaufoption. Das erste Pflichtspiel für Bergamo bestritt Arana in der Serie A. Am 1. September 2019, dem zweiten Spieltag der Saison 2019/20, wurde er im Heimspiel gegen den FC Turin in der 79. Minute für Robin Gosens eingewechselt.
Im Januar 2020 wurde ein weiteres Leihgeschäft mit Arana bekannt. Er ging in seine Heimat zu Atlético Mineiro. Die Leihe wurde befristet bis Juni 2021. Danach lief der Kontrakt mit Sevilla aus und Arana wurde fest übernommen. Mit Atlético konnte Arana im Dezember 2021 die Série A gewinnen. Im selben Monat noch schloss sich der Erfolg im Copa do Brasil 2021 an.

## Nationalmannschaft
Arana war Mitglied des Kaders bei der U20-Südamerikameisterschaft 2017. In dem Wettbewerb erzielte er zwei Tore
Im Juni 2021 wurde Arana in den Kader der Olympiaauswahl für das Fußballturnier der Olympischen Sommerspiele 2021 berufen. Das Team gewann die Goldmedaille.
Im Zuge von Spielen zur südamerikanischen Qualifikation zur Fußball-Weltmeisterschaft 2022 im Oktober 2021 kam Arana zu seinem ersten Einsatz im A-Kader der Nationalmannschaft. Am 7. Oktober 2021 gegen die Auswahl Venezuelas stand er im Estadio Olímpico de la Universidad Central de Venezuela in der Startelf.

## Erfolge
Corinthians
- Campeonato Brasileiro: 2015, 2017
- Staatsmeisterschaft von São Paulo: 2017

Atlético Mineiro
- Staatsmeisterschaft von Minas Gerais: 2020, 2021, 2022, 2023
- Campeonato Brasileiro: 2021
- Copa do Brasil: 2021
- Supercopa do Brasil: 2022

U-23 Nationalmannschaft
- Olympiasieger: 2021

## Auszeichnungen
- Staatsmeisterschaft von São Paulo – Auswahlmannschaft: 2017[9], 2021[10]
- Prêmio Craque do Brasileirão – Auswahlmannschaft Série A: 2017, 2020[11], 2021[12]
- Bola de Prata – Auswahlmannschaft: 2020[13]